# Vasilijus Špundovas
Vasilijus Špundovas, conegut també com a Vassili Xpundov (rus: Василий Шпундов) (Vílnius, 13 de gener de 1965) va ser un ciclista soviètic d'origen lituà. Va competir en pista i en carretera.

## Palmarès en pista
- 1982
  -  Campió del món júnior en Persecució per equips (amb Vladimir Diatchenko, Armand Freymanis i Valeri Grinskovski)
- 1984
  -  Campió de la Unió Soviètica en Persecució per equips

## Palmarès en ruta
- 1986
  - Vencedor d'una etapa de la Volta a Turquia
- 1987
  - Vencedor de 2 etapes de la Volta al Marroc